# Série dupla
Em análise matemática, uma série dupla é uma série cujo índice pertence a {\displaystyle \mathbb {N} ^{2}}, isto é, dois números naturais.

## Notação
Denotamos a soma parcial  por {\displaystyle S_{m,n}} definida como
{\displaystyle S_{m,n}=\sum _{i=1,j=1}^{m,n}a_{ij}.}
Quando existe um número S tal que para todo {\displaystyle \varepsilon >0}, existe {\displaystyle \lambda } tal que {\displaystyle \left\vert S_{m,n}-S\right\vert <\varepsilon } se {\displaystyle m,n>\lambda }, dizemos que {\displaystyle S} é a série dupla de {\displaystyle S_{m,n}}.
Também é possível expressar essa ideia pelo limite duplo {\displaystyle {\underset {(m,n)}{\lim }}S_{m,n}=S}. Devemos, contudo, atentar para o fato de que não é imediato o fato de que {\displaystyle S_{m,n}\rightarrow S}, já que esse limite duplo pode não existir. 
A série dupla é então denotad como 
{\displaystyle S=\sum _{i=1,j=1}^{\infty ,\infty }a_{ij}.}
Aliás, como {\displaystyle a_{m,n}=S_{m,n}-S_{m-1,n}-S_{m,n-1}+S_{m-1,n-1}}, segue que, se {\displaystyle \{S_{m,n}\}} converge, é possível encontrar {\displaystyle \delta } tal que {\displaystyle \left\vert a_{m,n}\right\vert <\varepsilon } se {\displaystyle m,n>\delta }, o que não implica {\displaystyle a_{m,n}\rightarrow 0} se {\displaystyle m} e {\displaystyle n} tendem a {\displaystyle \infty } separadamente. Para mais informações, veja os exemplos que serão apresentados na próxima seção.

## Convergência de uma série dupla
A condição geral da convergência de uma Série Dupla é, tomando a sequência de somas parciais, o critério de Cauchy para sequências duplas, ou seja, uma série dupla converge se e somente se {\displaystyle \exists \lambda :\left\vert S_{p,q}-S_{m,n}\right\vert <\varepsilon }, quando {\displaystyle p>m>\lambda } e {\displaystyle q>n>\lambda }.
| DEMONSTRAÇÃO |
| --- |
| {\displaystyle (\Rightarrow )} Imediata. {\displaystyle (\Leftarrow )} Seja {\displaystyle S_{n}} o valor de {\displaystyle S_{m,n}} quando {\displaystyle m=n}, de modo que o retângulo usado para a soma se torne um quadrado. Podemos tomar a subsequência {\displaystyle \{S_{n}\}} e, segundo o critério de Cauchy para sequências simples, temos {\displaystyle \left\vert S_{q}-S_{n}\right\vert <\varepsilon } quando {\displaystyle q>n>\lambda } . Como {\displaystyle S_{n}} se aproxima de um limite {\displaystyle S}, podemos encontrar {\displaystyle \lambda _{1}} tal que {\displaystyle \left\vert S-S_{n}\right\vert <\varepsilon } se {\displaystyle n>\lambda _{1}}. A condição geral nos leva, então, a {\displaystyle \left\vert S_{p,q}-S_{n}\right\vert <\varepsilon }, se {\displaystyle p,q>n>\lambda _{2}}. Sendo, ainda {\displaystyle \lambda _{3}=\max\{\lambda _{1},\lambda _{2}\}}, segue {\displaystyle \left\vert S_{p,q}-S\right\vert <\varepsilon } se {\displaystyle p,q>n>\lambda _{3}}. Ou seja, a série dupla converge. |

EXEMPLOS
Convergência: {\displaystyle S_{m,n}={\frac {1}{m}}+{\frac {1}{n}}}
Divergência: {\displaystyle S_{m,n}=m+n}
Oscilação: {\displaystyle S_{m,n}=(-1)^{m+n}}

## Troca dos operadores de somatório

### Somas por Linha e por Coluna
As somas de uma série dupla podem ser definidas pela soma dos elementos dentro de retângulos {\displaystyle m\times n}, conforme mencionado anteriormente, mas também pode ser definida por Séries Iteradas correspondentes ao somatório das somas das linhas e das colunas, como segue.
Soma por linhas: Tome primeiro a soma dos elementos das linhas de uma série, denotada por {\displaystyle b_{m}={\overset {\infty }{\underset {n=1}{\sum }}}a_{m,n}} e, então, proceda com o somatório das somas das linhas, ou seja {\displaystyle {\overset {\infty }{\underset {m=1}{\sum }}}b_{m}}.
Ou seja, a Soma por linhas é dada por
{\displaystyle {\overset {\infty }{\underset {m=1}{\sum }}}{\overset {\infty }{\underset {n=1}{\sum }}}a_{m,n}={\underset {m\rightarrow \infty }{\lim }}{\underset {n\rightarrow \infty }{\lim }}a_{m,n}}
De modo análogo, 
Soma por colunas: dada por {\displaystyle {\overset {\infty }{\underset {n=1}{\sum }}}{\overset {\infty }{\underset {m=1}{\sum }}}a_{m,n}={\underset {n\rightarrow \infty }{\lim }}{\underset {m\rightarrow \infty }{\lim }}a_{m,n}.}
Se lidamos com um número finito de termos, é evidente que
{\displaystyle S_{M,N}={\overset {M}{\underset {m=1}{\sum }}}{\overset {N}{\underset {n=1}{\sum }}}a_{m,n}={\overset {N}{\underset {n=1}{\sum }}}{\overset {M}{\underset {m=1}{\sum }}}a_{m,n}}
O mesmo não é necessariamente verdade se lidamos com um número infinito de termos, ou seja, não é necessariamente verdade que
{\displaystyle S={\overset {\infty }{\underset {m=1}{\sum }}}{\overset {\infty }{\underset {n=1}{\sum }}}a_{m,n}={\overset {\infty }{\underset {n=1}{\sum }}}{\overset {\infty }{\underset {m=1}{\sum }}}a_{m,n}}
e isso se dá pelo fato de que os limites iterados não necessariamente são iguais, o que implica, no caso das séries, a oscilação da soma por linhas ou colunas.
EXEMPLO
Seja {\displaystyle S_{m,n}=(-1)^{m+n}({\dfrac {1}{m}}+{\dfrac {1}{n}}).}
Oras, {\displaystyle S} existe e é dado por {\displaystyle S=0}.
Mas {\displaystyle \nexists {\underset {m\rightarrow \infty }{\lim }}S_{m,n}} e {\displaystyle \nexists {\underset {n\rightarrow \infty }{\lim }}S_{m,n}}.

### Teorema de Pringsheim
Um teorema que dá conta dos casos em que é possível proceder com a troca dos operadores de limites no infinito em Séries Duplas é o teorema de Pringsheim, que dita que:
Se as somas linha e coluna de uma série convergem e a série dupla também converge, então a expressão {\displaystyle S={\overset {\infty }{\underset {m=1}{\sum }}}{\overset {\infty }{\underset {n=1}{\sum }}}a_{m,n}={\overset {\infty }{\underset {n=1}{\sum }}}{\overset {\infty }{\underset {m=1}{\sum }}}a_{m,n}} é válida.
| DEMONSTRAÇÃO |
| --- |
| Temos que {\displaystyle \left\vert S_{m,n}-S\right\vert <\varepsilon } se {\displaystyle m,n>\lambda }, de modo que {\displaystyle \left\vert {\underset {n\rightarrow \infty }{\lim }}S_{m}-S\right\vert \leq \varepsilon }. Oras, por hipótese o limite simples existe. Segue, então, que {\displaystyle {\underset {m\rightarrow \infty }{\lim }}{\underset {n\rightarrow \infty }{\lim }}a_{m,n}=S}. A outra metade é análoga. |

### Observações
(1) Quando a série dupla não converge, então {\displaystyle (\ast )} {\displaystyle {\overset {\infty }{\underset {m=1}{\sum }}}{\overset {\infty }{\underset {n=1}{\sum }}}a_{m,n}={\overset {\infty }{\underset {n=1}{\sum }}}{\overset {\infty }{\underset {m=1}{\sum }}}a_{m,n}} não é necessariamente válido.
EXEMPLO
Seja {\displaystyle S_{m,n}={\frac {m}{m+n}}}, temos {\displaystyle {\underset {m\rightarrow \infty }{\lim }}{\underset {n\rightarrow \infty }{\lim }}a_{m,n}=0} e {\displaystyle {\underset {n\rightarrow \infty }{\lim }}{\underset {m\rightarrow \infty }{\lim }}a_{m,n}=1}. Do teorema de Pringsheim, a série obviamente não converge.
(2) A verdade de {\displaystyle (\ast )} também não implica, por si só, na convergência da série dupla.
EXEMPLO
Seja {\displaystyle S_{m,n}={\frac {mn}{(m+n)^{2}}}}
Temos {\displaystyle {\underset {m\rightarrow \infty }{\lim }}{\underset {n\rightarrow \infty }{\lim }}a_{m,n}=0={\underset {n\rightarrow \infty }{\lim }}{\underset {m\rightarrow \infty }{\lim }}a_{m,n}}, mas a série dupla não converge. Para
verificar isso, basta ver que se tomarmos {\displaystyle m} e {\displaystyle n} tendendo de formas
diferentes ao infinito, a soma leva a números diferentes. Por exemplo,
tome {\displaystyle m=2n}, {\displaystyle S_{m,n}={\frac {2}{9}}} e se {\displaystyle m=n}, {\displaystyle S_{m,n}={\frac {1}{4}}}.